# Donald Young
Donald Young (Chicago 23 de Julho de 1989) é um tenista profissional norte-americano.
Tenista americano, em 2007 no seu último ano como juvenil, venceu o Wimbledon juvenil sobre o número um do ranking Vladimir Ignatic, em torneios profissionais, Donald Young, alcançou a terceira rodada do U.S. Open, e disputou em 2008 o Aberto da Austrália, em 2008, quebrou a difícil barreira dos top 100 do tênis, após as quartas-de-finais, no ATP de Memphis.
Encerrou o ano de 2011 como o número 39 do mundo.

## Desempenho em torneios

### Simples: 2 (0-2)
| Legenda                     |
| --------------------------- |
| Grand Slam (0–0)            |
| ATP World Tour Finals (0–0) |
| ATP Masters 1000 (0–0)      |
| ATP 500 (0–0)               |
| ATP 250 (0–2)               |

| Resultado | No. | Data       | Torneio                              | Superfície | Oponente     | Placar   |
| --------- | --- | ---------- | ------------------------------------ | ---------- | ------------ | -------- |
| Finalista | 1.  | 2/10/2011  | Thailand Open, Bangkok, Tailândia    | Dura (i)   | Andy Murray  | 2–6, 0–6 |
| Finalista | 2.  | 22/02/2015 | Delray Beach Open, Delray Beach, EUA | Dura       | Ivo Karlović | 3–6, 3–6 |

### Duplas: 1 (0-1)
| Legenda                     |
| --------------------------- |
| Grand Slam (0–0)            |
| ATP World Tour Finals (0–0) |
| ATP Masters 1000 (0–0)      |
| ATP 500 (0–0)               |
| ATP 250 (0–1)               |

| Resultado | No. | Data       | Torneio                    | Superfície | Parceiro    | Oponentes                             | Placar                |
| --------- | --- | ---------- | -------------------------- | ---------- | ----------- | ------------------------------------- | --------------------- |
| Finalista | 1.  | 15/02/2015 | Memphis Open, Memphis, EUA | Dura (i)   | Artem Sitak | Mariusz Fyrstenberg Santiago González | 7–5, 6–7(1–7), [8–10] |